# I Want You (Elvis Costello)
"I Want You" is een nummer van de Britse muzikant Elvis Costello, afkomstig van het album Blood & Chocolate uit 1986. In november dat jaar werd het nummer op single uitgebracht.
De plaat werd geproduceerd door Nick Lowe en Colin Fairley.

## Achtergrond
De plaat werd uitsluitend een hit in het Verenigd Koninkrijk en in Nederland. In Costello's thuisland het Verenigd Koninkrijk bereikte de plaat een  bescheiden 79e positie in de UK Singles Chart.
In Nederland was de plaat op vrijdag 7 november 1986 Veronica Alarmschijf op Radio 3 en werd een radiohit in de destijds twee landelijke hitlijsten op de nationale publieke popzender. De plaat bereikte de 15e positie in de Nederlandse Top 40 en de 25e positie in de Nationale Hitparade. In de Europese hitlijst op Radio 3, de TROS Europarade, werd géén notering behaald.
In België werd géén notering behaald in beide Vlaamse hitlijsten en de Waalse hitlijst.
Sinds de allereerste editie in december 1999 staat de plaat onafgebroken genoteerd in de jaarlijkse NPO Radio 2 Top 2000 van de Nederlandse publieke radiozender NPO Radio 2, met als hoogste notering de 140e positie in 2002.

## NPO Radio 2 Top 2000
| Nummer met noteringen in de NPO Radio 2 Top 2000 | '99 | '00 | '01 | '02 | '03 | '04 | '05 | '06 | '07 | '08 | '09 | '10 | '11 | '12 | '13 | '14 | '15 | '16 | '17 | '18 | '19 | '20 | '21 | '22 | '23  | '24  |
| ------------------------------------------------ | --- | --- | --- | --- | --- | --- | --- | --- | --- | --- | --- | --- | --- | --- | --- | --- | --- | --- | --- | --- | --- | --- | --- | --- | ---- | ---- |
| I Want You                                       | 148 | 200 | 289 | 140 | 161 | 154 | 160 | 181 | 239 | 168 | 285 | 220 | 297 | 352 | 302 | 297 | 406 | 434 | 465 | 564 | 712 | 793 | 849 | 974 | 1027 | 1048 |

1. ↑  Een vetgedrukt getal geeft de hoogste notering aan.